# Церковь Святой Троицы (Сиврихисар)
Церковь Святой Троицы (арм. Սուրբ Երրորդություն եկեղեցի) — одна из крупнейших армянских церквей в Анатолии, построенная в 1650 году. Располагается в городе Сиврихисар провинции Эскишехир, Турции. Была заброшена с 1915 года. После проведения реставрационных работ, которые начались в 2010 году, стала музеем.   

## История
По данным французского географа Виталия Куинета, в Сиврихисаре в конце XIX века проживало 7000 мусульман и 4000 армян. Армяне Сиврихисара иммигрировали туда из Гандзака и Карабаха в начале XVII века. Накануне Первой мировой войны армянская община Сиврихисара содержала две церкви и четыре школы, в которых обучалось 990 учеников.
Церковь была разрушена в 1876 году в результате пожара, а затем восстановлена в 1881 году. Над входом в церковь имеется надпись на армянском языке, которая переводится: «С помощью прихожан построена церковь во имя Святой Троицы. При патриархе Нерсесе (II) и с помощью верной общины Сиврихисара памятным произведением архитектора Минтеса Паноята в 1881 году была построена церковь Святой Троицы».
С двух сторон церкви располагаются колокольни. Над входной дверью изображены ангелы. Внутри церкви стены украшены барельефами с изображением Богородицы.
После 1915 года церковь пустовала. В 2010 году была передана Министерству культуры Турции, после чего началась реконструкция. В настоящее время церковь является музеем, во дворе которой, как сообщает турецкий портал «Haberler», установлены более ста памятников османских и турецких деятелей. В частности, стоят памятники Ататюрку, Кязиму Кярабекиру паше, турецким деятелям культуры и прочим.

## Галерея

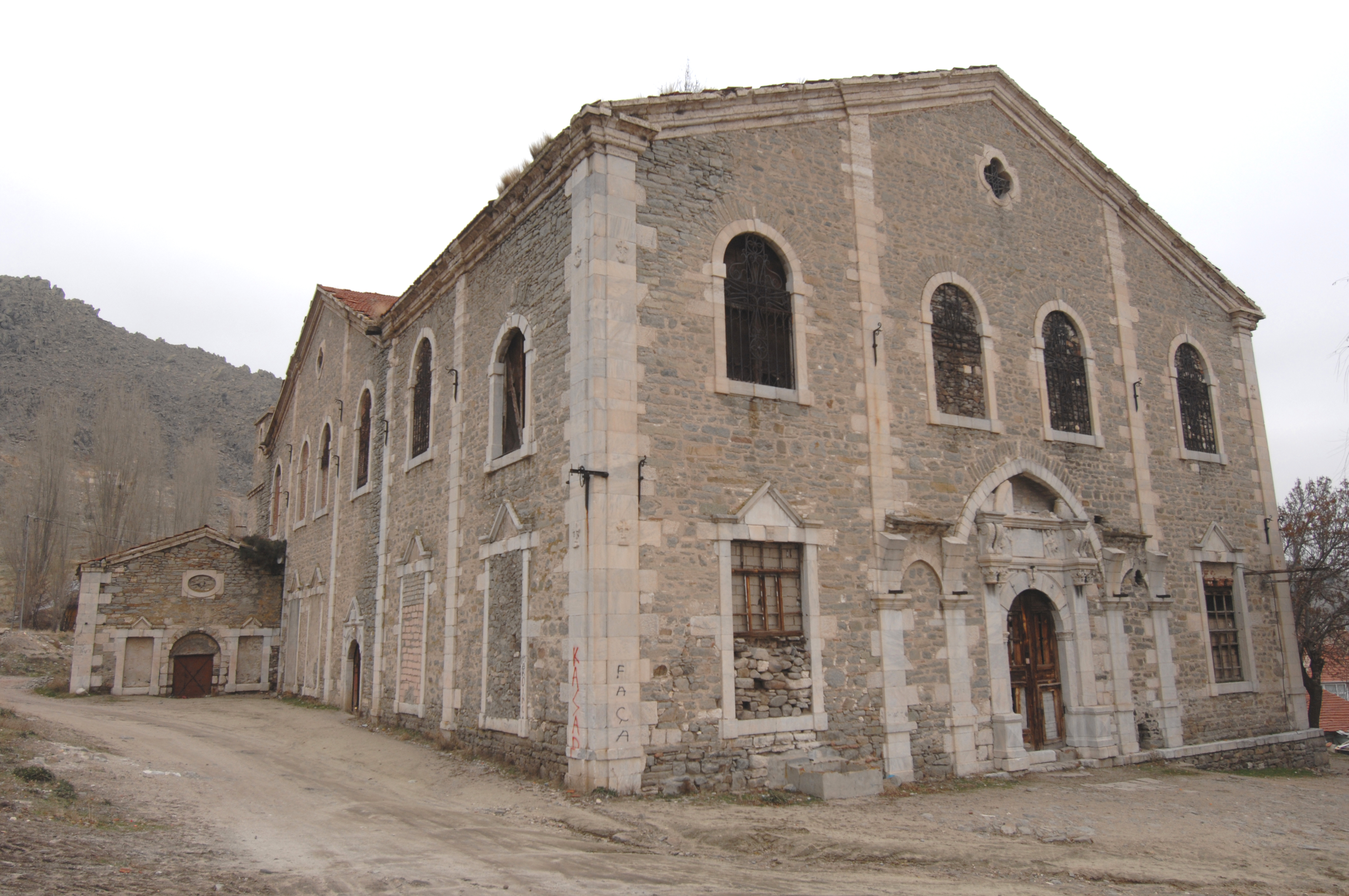
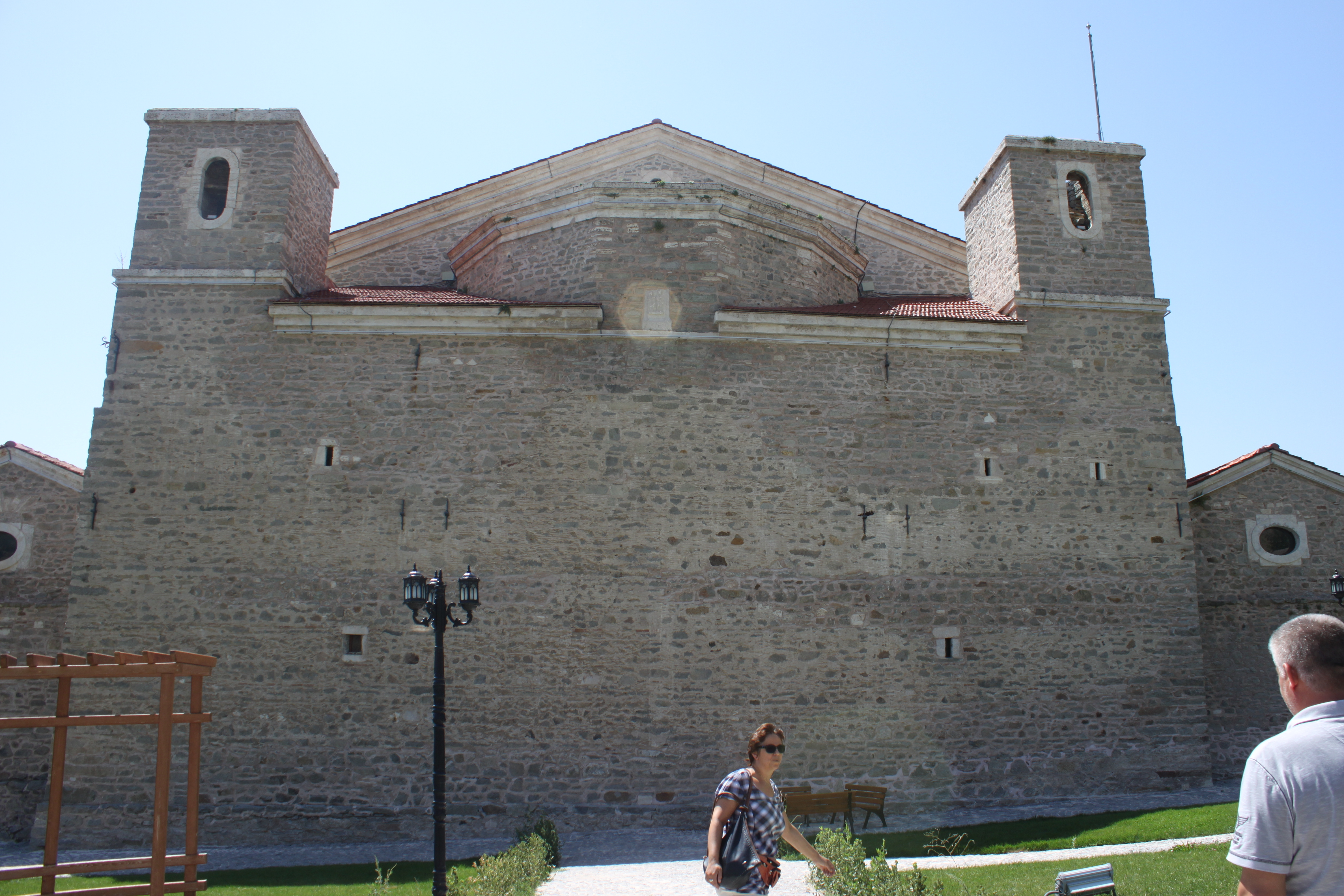
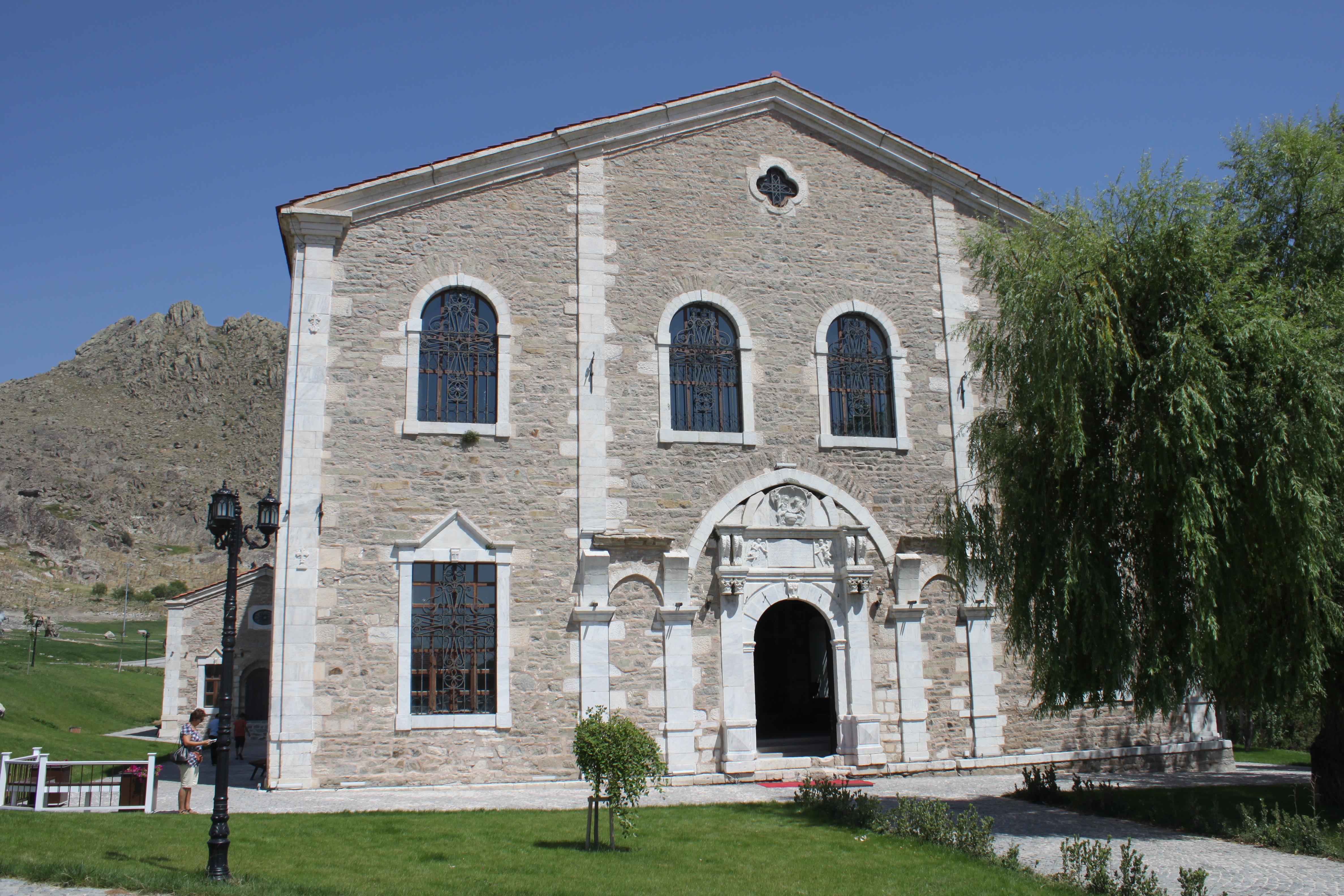
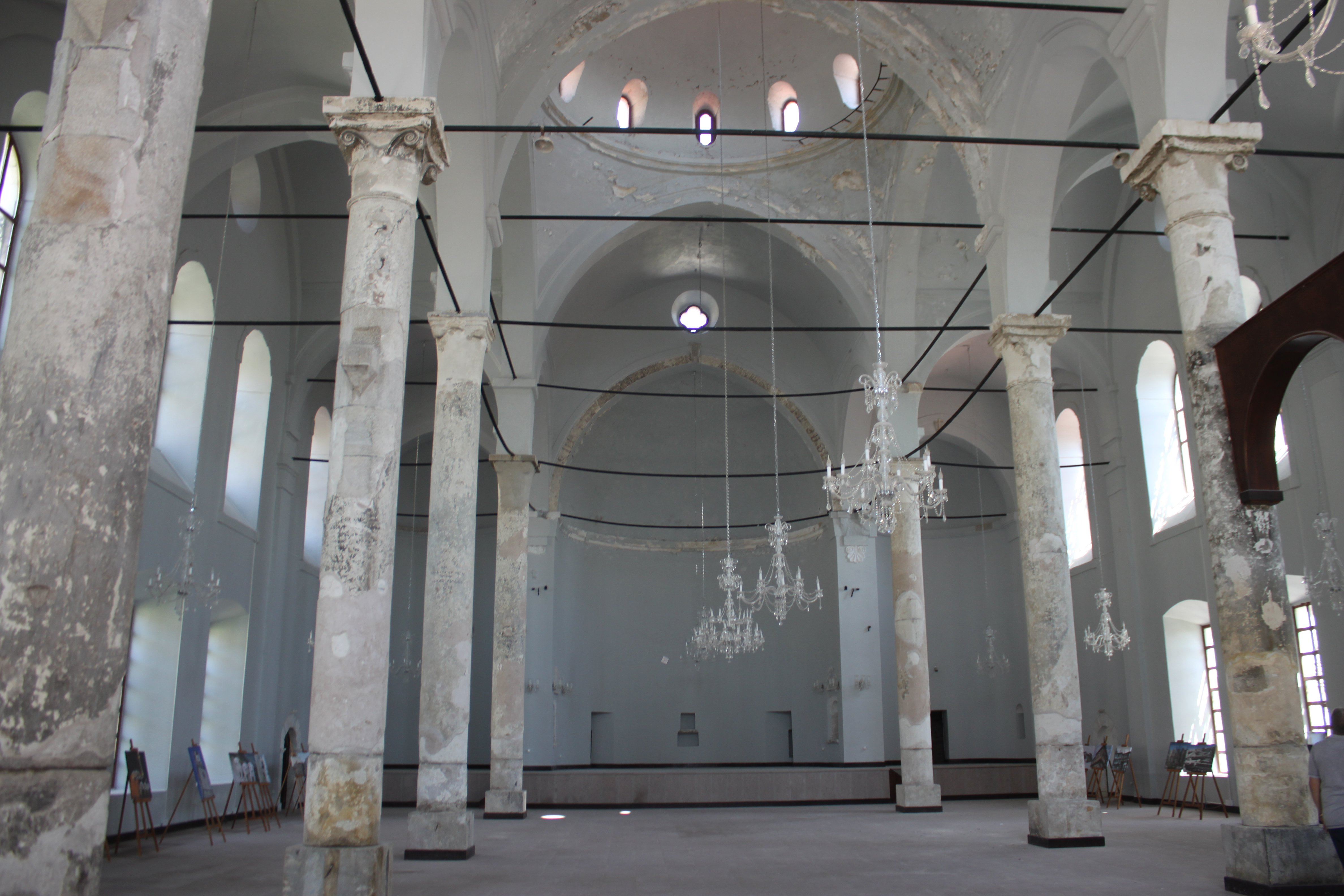
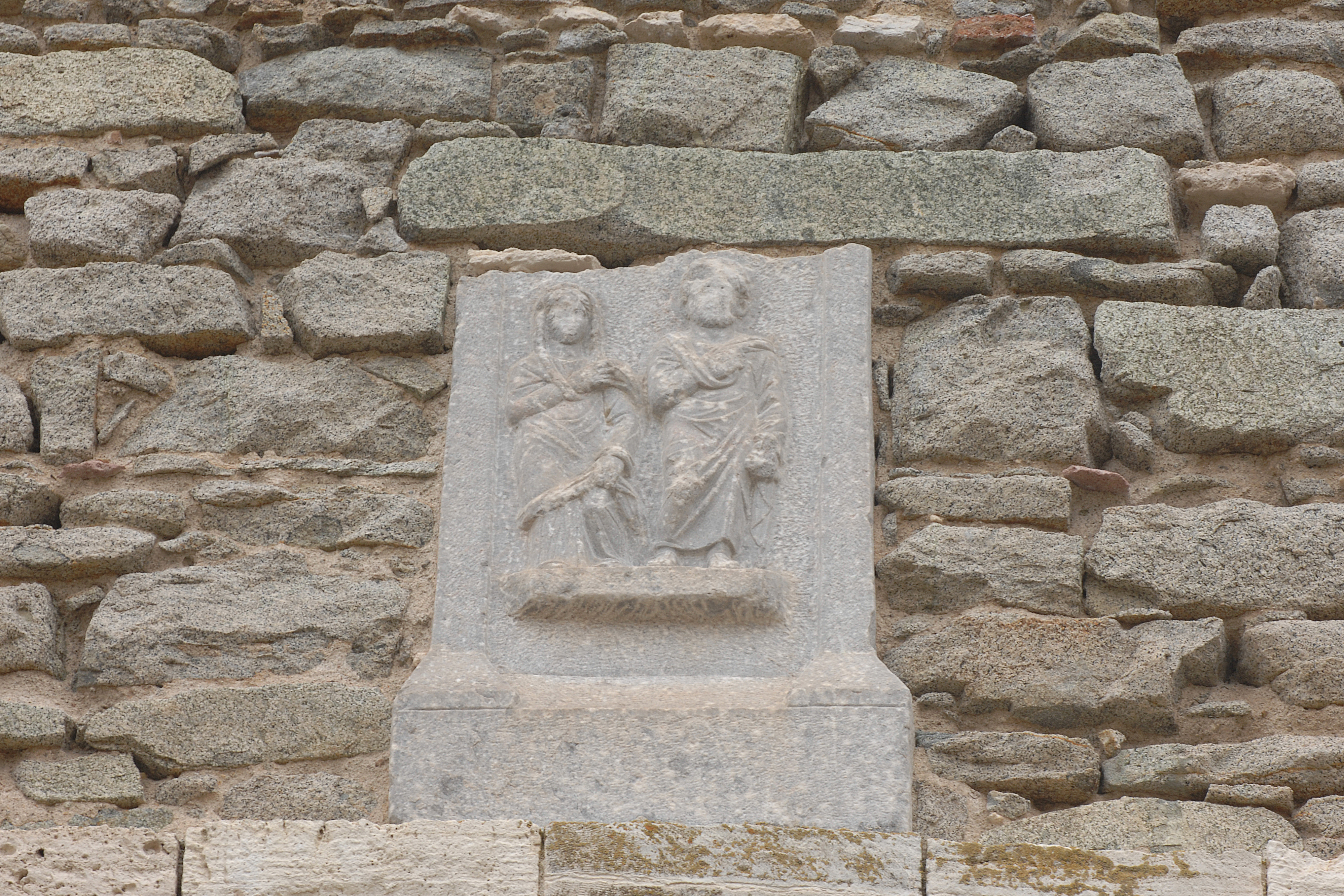
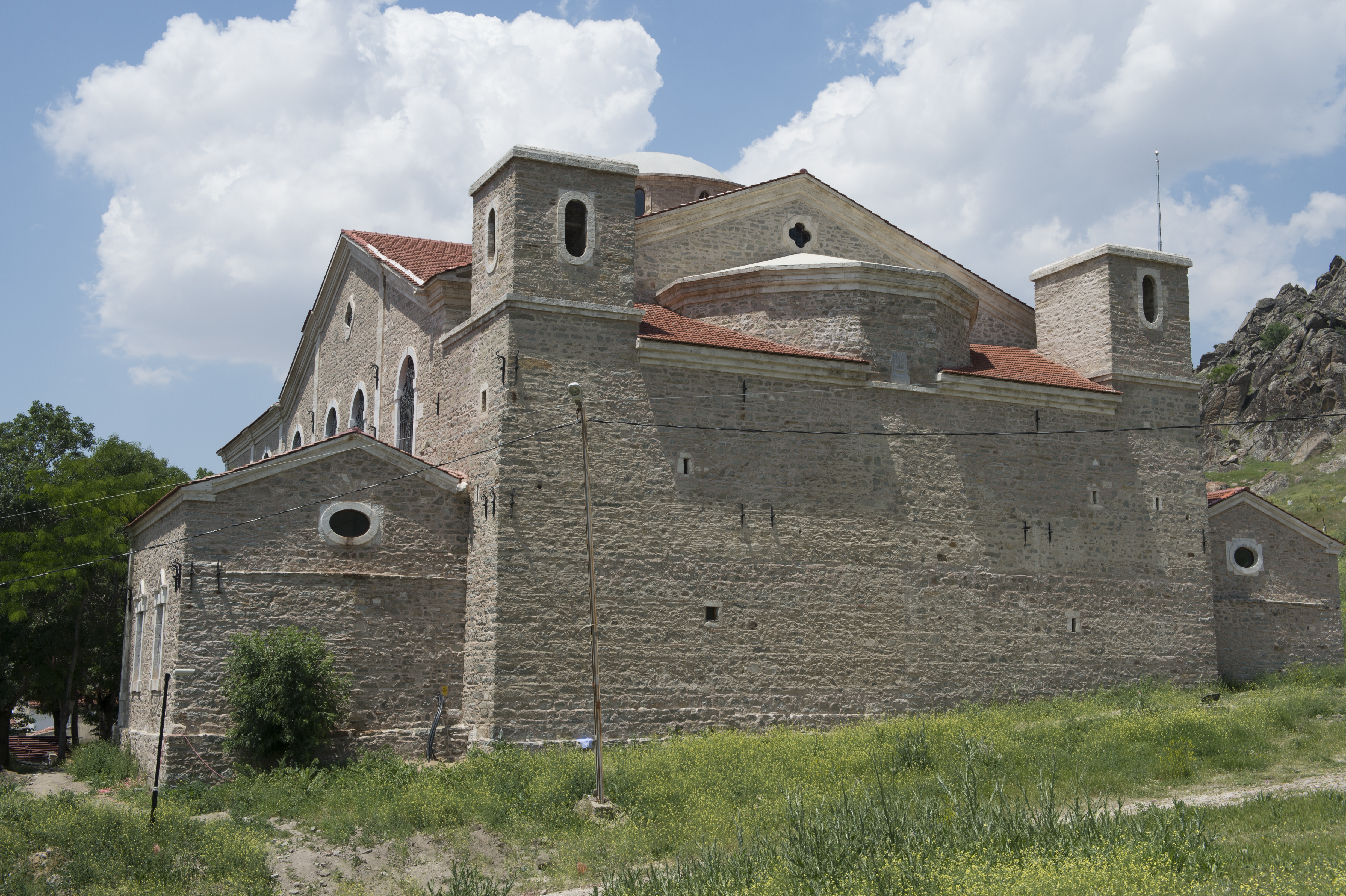